# В воскресенье всегда идёт дождь
«В воскресенье всегда идёт дождь» (англ. It Always Rains on Sunday) — фильм, криминальная драма британского режиссёра Роберта Хеймера, снятый в 1947 году.

## Сюжет
Действие картины происходит на протяжении одних суток в небогатом квартале лондонского Ист-Энда. Роза Сэндигейт недавно вышла замуж за Джорджа Сэндигейта — мало квалифицированного рабочего, пьющего вдовца старше её на 15 лет, у которого от предыдущего брака остались сын и две дочки подросткового возраста. Роза быстро становится типичной представительницей полунищих домохозяек. В одно из воскресений с ней тайно встречается её бывший любовник Томми Сван, который ранее был осуждён за уголовное преступление, но бежал из тюрьмы. Женщина прячет его в старом бомбоубежище во дворе дома. Вечером беглеца настигает полиция.

Жизнь без прикрас. Снимок реалий существования рабочего класса на отрезке 24 часов. Без назидания и подсказок.— «Time Out»

## В ролях
- Гуги Уизерс — Роуз Сэндигейт
- Джон Маккаллум — Томми Сван
- Джек Уорнер — детектив сержант Фотергилл
- Эдвард Чепмен — Джордж Сэндигейт
- Сьюзан Шоу — Вай Сэндигейт
- Патриция Планкетт — Дорис Сэндигейт
- Дэвид Лайнс — Элфи Сэндигейт
- Сидни Тэфлер — Морри Хаймс
- Бетти Энн Дейвис — Сэди Хаймс
- Джон Слэйтер — Лу Хаймс
- Джейн Хилтон — Бесси Хаймс
- Джимми Хэнли — Уайти
- Сид Джеймс — главарь банды (в титрах не указан)

## Художественные особенности
С одной стороны, картина воплотила в себе традиции исторически уходящего французского Поэтического реализма. С другой, она в известном смысле стала предвестницей идей Британской новой волны и Драматургии кухонных моек. «Guardian», например, выстраивает прямую художественную последовательность из трёх фильмов: «Дети райка» (Марсель Карне, 1945 год) — «В воскресенье всегда идёт дождь» — «В субботу вечером, в воскресенье утром» (Карел Рейш, 1960 год). Ряд критиков (чаще американских) более склонны относить ленту к категории фильмов-нуар.

## Критика
Отзывы о фильме были иногда полярны. Часть критиков не приняла его, обвиняя в демонстрации «тоскливости окружающей нищеты», другая хвалила его именно за реализм.
Обозреватель еженедельника «The New York Sun» считает, что выход фильма в прокат стал поворотным пунктом для британского кино: произошло смещение внимания от мелодрам из жизни высшего общества к проблематике обывателя.